# Фюме
Фюме́ (фр. Fumay) — коммуна во Франции, находится в регионе Шампань — Арденны. Департамент — Арденны. Административный центр кантона Фюме. Округ коммуны — Шарлевиль-Мезьер.
Код INSEE коммуны — 08185.
Коммуна расположена приблизительно в 220 км к северо-востоку от Парижа, в 120 км севернее Шалон-ан-Шампани, в 25 км к северу от Шарлевиль-Мезьера.

## Население
Население коммуны на 2008 год составляло 3884 человека.
| 1962 | 1968 | 1975 | 1982 | 1990 | 1999 | 2008 |
| ---- | ---- | ---- | ---- | ---- | ---- | ---- |
| 6185 | 6426 | 6147 | 5782 | 5363 | 4667 | 3884 |

## Экономика
В 2007 году среди 2478 человек в трудоспособном возрасте (15—64 лет) 1629 были экономически активными, 849 — неактивными (показатель активности — 65,7 %, в 1999 году было 62,1 %). Из 1629 активных работали 1229 человек (736 мужчин и 493 женщины), безработных было 400 (190 мужчин и 210 женщин). Среди 849 неактивных 235 человек были учениками или студентами, 207 — пенсионерами, 407 были неактивными по другим причинам.

## Достопримечательности
- Замок Конте-де-Бриа[фр.] (XVII век). Памятник истории с 1972 года.[3]
- Приходская церковь Св. Георгия (XIX век). Памятник культурного наследия.[4]
- Часовня Нотр-Дам (1802 год). Памятник культурного наследия.[5]
- Часовня Сен-Рош (XVII век). Памятник культурного наследия.[6]
- Часовня Сен-Барб (XIX век). Памятник культурного наследия.[7]
- Мост Фюме через реку Мёз. Построен в 1966 году компанией Baudin-Châteauneuf. Памятник культурного наследия.[8]

## Фотогалерея

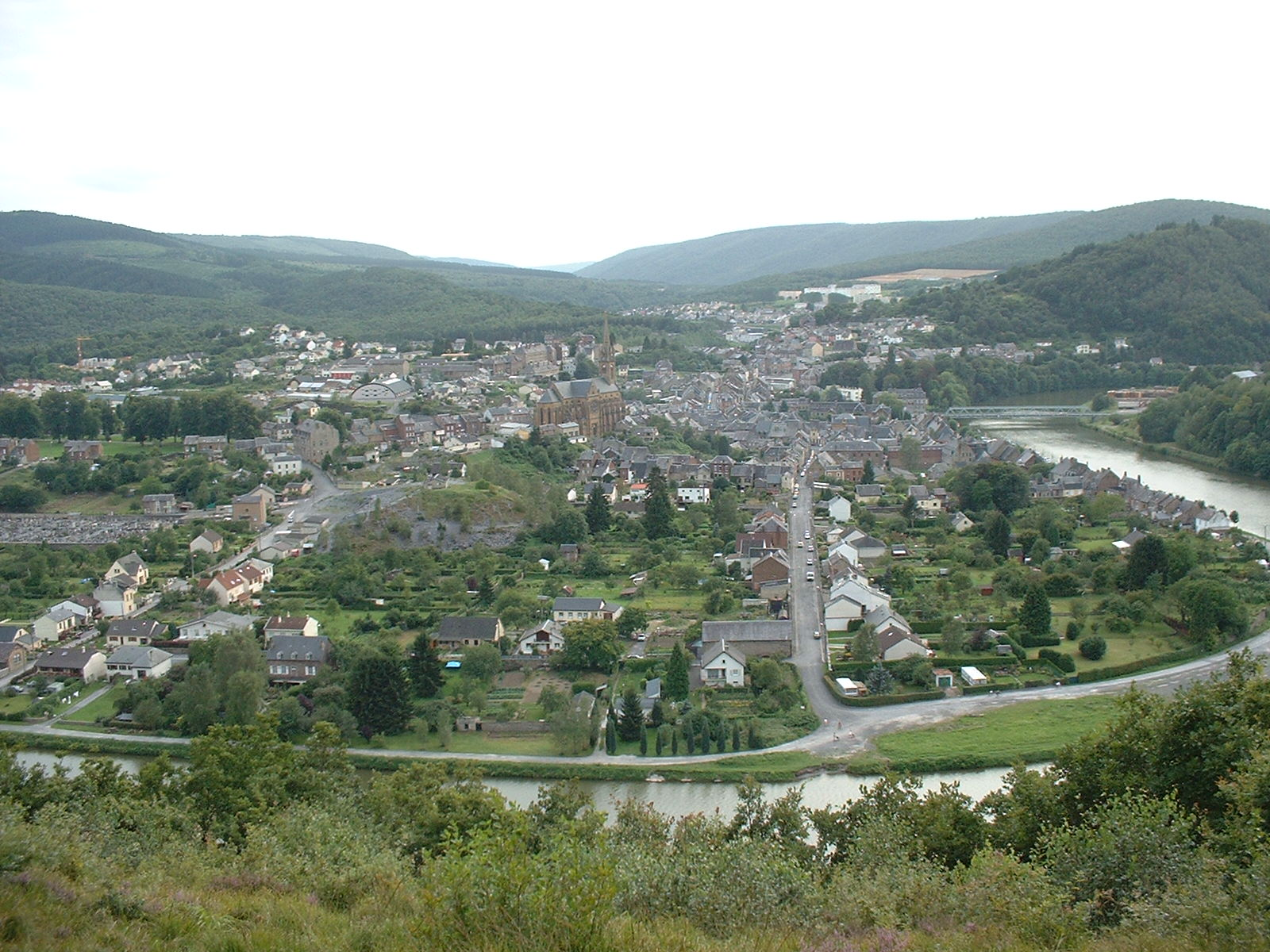
Фюме
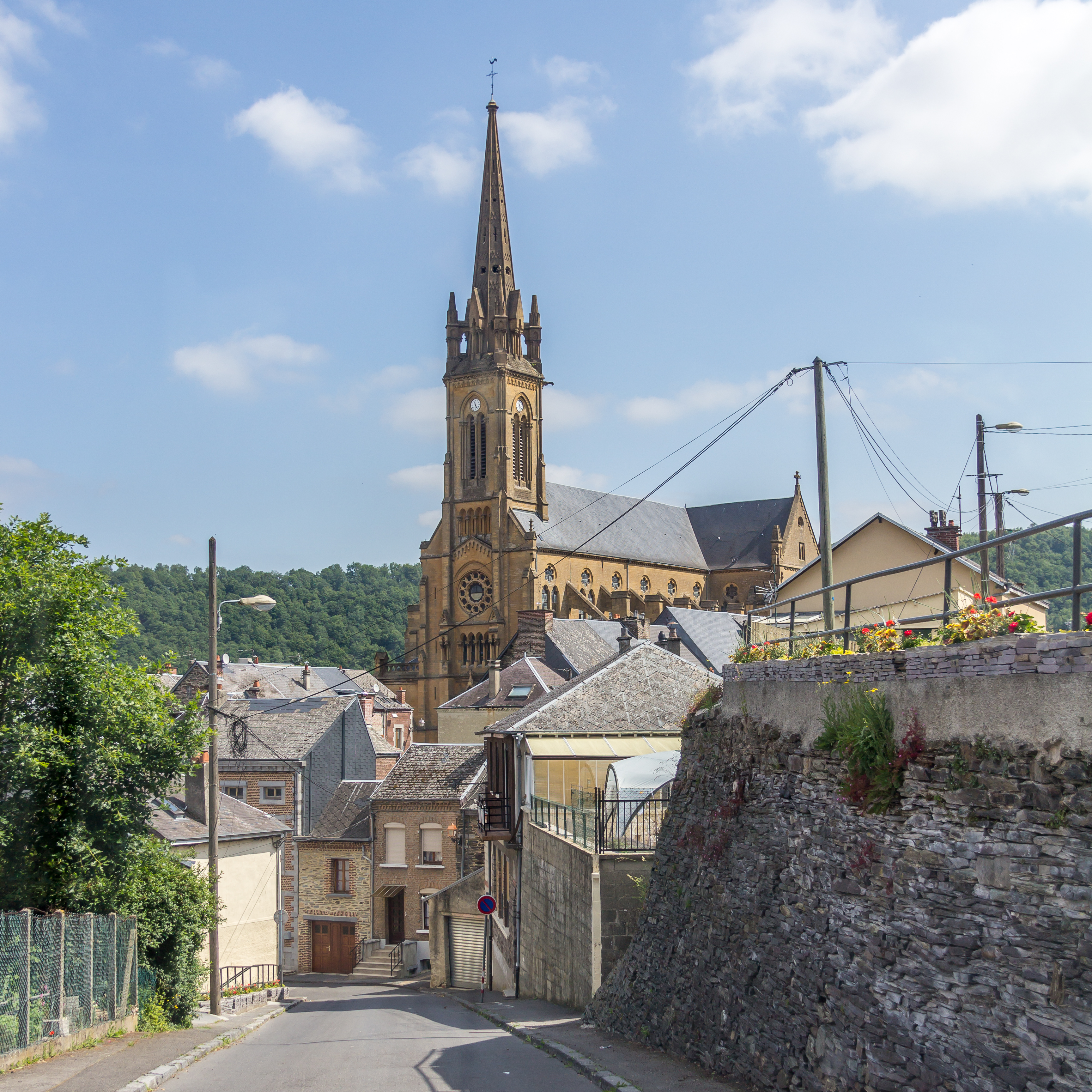
Церковь Св. Георгия
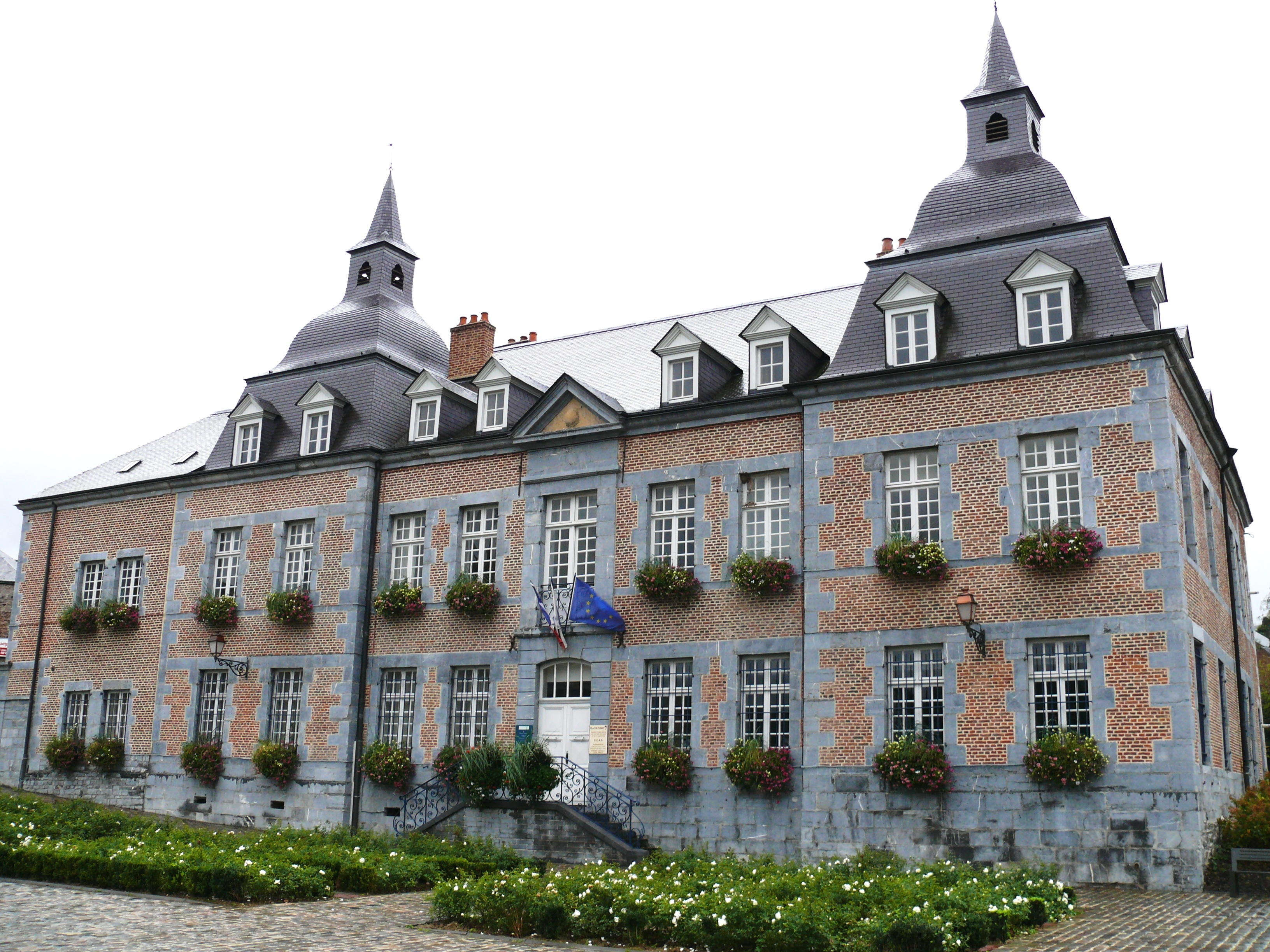
Замок Конте-де-Бриа
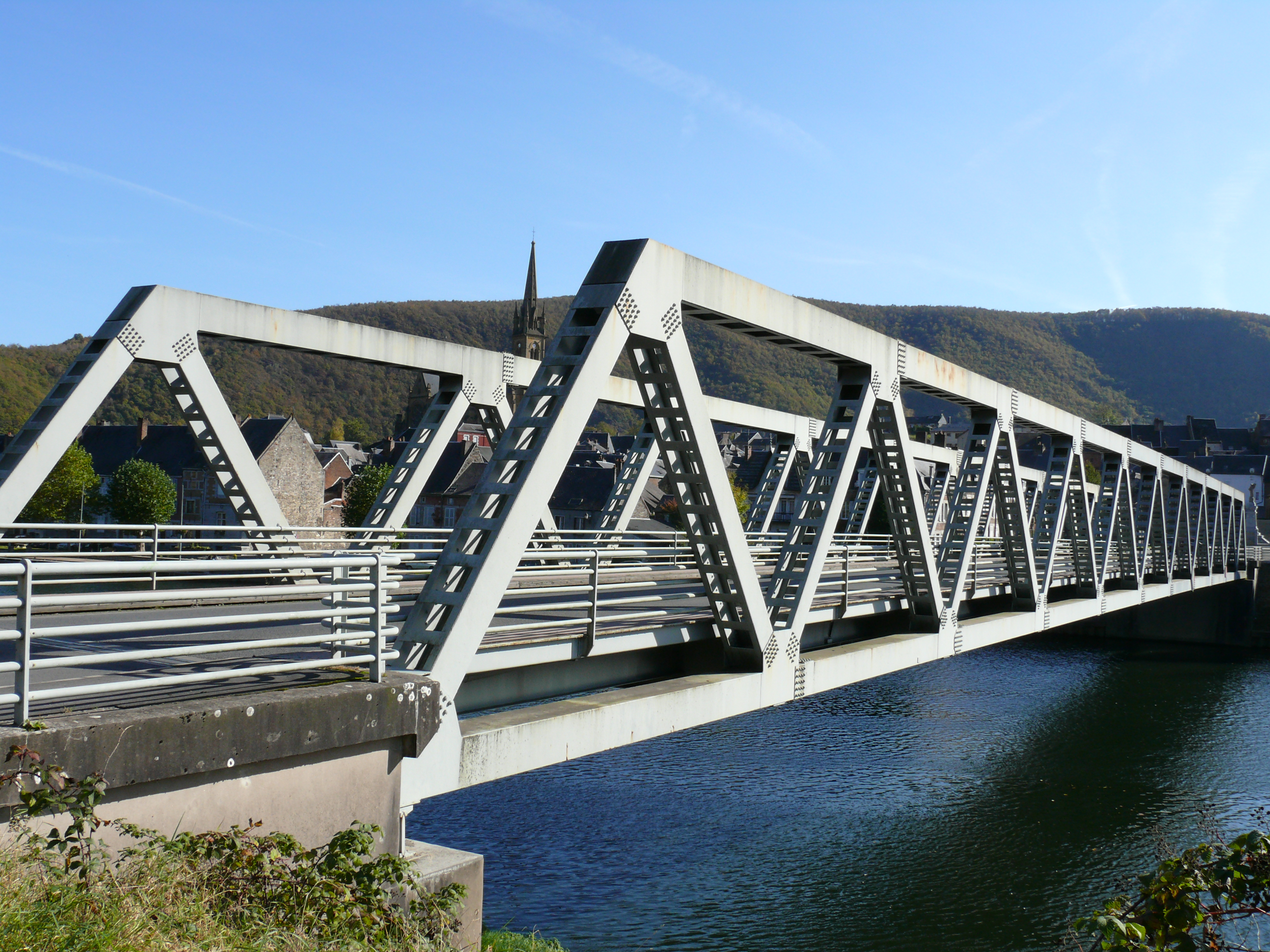
Мост Фюме

## Известные уроженцы
- Паравей, Шарль Ипполит — инженер путей сообщения и научный писатель.